# Václav Štěpánek (historik)
Václav Štěpánek (* 31. července 1959, Brno) je český novinář, historik a filolog – balkanista.
Od roku 1986 působil jako redaktor časopisu Věda a život. Dění v této redakci popisuje v kapitole sborníku Novinářem v Brně (2011). Po zániku časopisu v roce 1991 se stal sekretářem a redaktorem brněnské redakce deníku Lidová demokracie. Od roku 1994 do roku 1998 byl redaktorem, posléze i šéfredaktorem ekologického časopisu Veronica. Působí jako historik na Ústavu slavistiky Filozofické fakulty Masarykovy univerzity. Jako lektor češtiny vyučoval také na Bělehradské univerzitě (mj. i během bombardování Srbska v roce 1999).
V roce 2010 převzal cenu Františka Alexandra Zacha, kterou mu udělili představitelé Jihomoravského kraje za celoživotní přínos a rozvoj česko-srbských vztahů.

## Publikace
Ze svého pobytu ve válečné Jugoslávii vydal knižně sbírku reportáží a úvah Zápisky z doby bombardování. V roce 2011 vyšla rozsáhlá monografie Jugoslávie - Srbsko - Kosovo. Kromě toho je autorem či (nejčastěji s Liborem Janem) spoluautorem jedenácti monografií o historickém vývoji jihomoravských obcí.